# DB Köf III sorozat
A DB Köf III sorozat (1968. utáni  sorozatszámuk: DB 331, DB 332, DB 333, DB 335) egy német kéttengelyes dízel tolatómozdony-sorozat. A mozdonyt a Gmeinder tervezte a Deutsche Bundesbahn megbízásából, és a Gmeinder, illetve licencszerződéses alapon a Jung, az Orenstein & Koppel és a Windhoff gyártotta 1959 és 1965 között. A sorozatot a német vasúttársaságok korábbi kismozdonyainak elégtelen teljesítménye, illetve a nagyobb tolatómozdonyok magasabb használati költsége miatt fejlesztették ki. Összesen 571 darab készült a dízelmozdonyból, selejtezésüket, illetve magánvasúttársaságoknak való továbbadásukat az 1990-es években kezdte meg a Deutsche Bundesbahn. 2019 júliusában már csak 42 példány állt a DB állományában.

## Története
A Deutsche Reichsbahn az 1930-as évek elején a kisebb és közepes méretű állomások tolatási feladatainak ellátására meghatározta az I. teljesítménycsoportú (maximális teljesítmény: 39 PS (29 kW), a II. teljesítménycsoportú (maximális teljesítmény: 149 PS (110 kW), illetve egy ezeknél erősebb III. teljesítménycsoportú kismozdonysorozatot. A legkisebb teljesítményűből 303, a közepes teljesítményűből pedig összesen 1282 példány állt a Reichsbahn szolgálatában. A legnagyobb teljesítményűből végül a második világháború miatt egyetlen példányt sem gyártottak, a háború után a Reichsbahn az ennél jóval nagyobb teljesítményű, már nem kismozdonynak minősített DR V 60-at gyártatta. A kismozdonyok kizárólag a kirendelt államosaikon dolgoztak, használatukkal lerövidült a vegyesvonatok utazási ideje, mivel a kocsikat vontató mozdonyoknak az útjuk előtt nem kellett ellátniuk tolatási feladatokat, a szerelvényük készen várta. A kismozdonyok sokkal költséghatékonyabbnak bizonyultak a gőzmozdonyos elődjeiknél;  1959-ben a gőzmozdonyok tolatási feladatra való használata óránként 44 márkába, míg a kismozdonyok mindössze 10 márkába kerültek.
A második világháború után a mozgatandó vonategységek túlságosan nehézzé váltak a Köf II kismozdonysorozat tagjai számára, azonban az ezeknél nagyobb teljesítményű tolatómozdonyokat, mint a DB V 60-at költséghatékonysági okok végett nem használták ilyen feladatok elvégzésére. A kismozdonyok elsősorban a személyzetképzési költségek tekintetében voltak előnyösek, hiszen vezetésükhöz nem kellett teljes értékű mozdonyvezetői képesítéssel rendelkezni, azokat kevésbé képzett kismozdonykezelők (Kleinlokbediener) is működtethették. A kocsirendezők (Rangierleiter) mindössze 8–14 nap képzés után vezethettek kismozdonyokat. A Deutsche Bundesbahn az 1950-es években a kismozdonyok és a V 60 sorozat közötti űr betöltése érdekében módosította a korábban meghatározott kismozdony-teljesítménycsoportok követelményeit; 1955. augusztus 3-án a kismozdonyok maximális sebességet 45 km/h-ra emelte, majd 1956. június 8-án a maximális teljesítményt is kitolták 150 PS (110 kW) fölé. Később a kismozdonyok maximális teljesítményét 250 PS (184 kW) korlátozták. A DB a nagyobb teljesítményű kismozdonyokkal tehervagonokat akart szállítani a mellékvonalakon, ahol a személyszállítást sínautóbuszokkal látták el, illetve fel akarta váltani a gőzmozdonyokat a kisebb rendező pályaudvarok és a javítóműhelyek tolatási feladatainak elvégzésében. A DB müncheni fejlesztőirodája (BZA München) tendert írt ki egy legalább 150 PS (110 kW) teljesítményű és 45 km/h maximális sebességű kismozdonyra. A fontosabb kívánalmak közé tartozott a vízszintes tengelyű motor és ezzel  az alacsony motortér-elrendezés, mivel ezzel jobb kiláthatóság érhető el. A kerékátmérőt 850–1000 mm között jelölték ki, azonban a hasmagasság miatt 950 milliméteres  volt az előnyben részesített kerékátmérő. Mivel az I. és II. teljesítménycsoportú kismozdonyok kezelőinek a munkájuk során gyakran el kellett hagyniuk a vezetőfülkét, ezért az nyitott és mindössze 350 milliméterre fekszik a sínkoronától. Mivel 1956-tól kezdve a DB számos részlege kettő főre emelte a kismozdonyok személyzetét, így a kismozdonykezelőknek már nem kellett elhagyniuk a vezetőállást, valamint a megnövekedett vonali szolgálat miatt is a jobb kilátást biztosító kialakítást részesítették előnyben, ezért a Köf III tervezésekor nem volt előírás a rendkívül alacsonyan fekvő vezetőállás. A DB viszont azt is megállapította, hogy a V 20 és a V 36 sorozatoknál alkalmazott 1200 milliméteren ülő vezetőfülke nem megvalósítható. Ennek ellenére 14 vasúti részleg (Bundesbahndirektionen) azt javasolta, hogy az új kismozdonyoknál tartsák meg a II. teljesítménycsoportú mozdonyok padlómagasságát, míg az esseni és a karlsruhei részleg 35 méteres legkisebb bejárható pályaívet javasolt. A vasúti részlegek összesen 251 új kismozdonyra jelezték az igényüket.
A tenderre nyolc vállalat; a Gmeinder, a Henschel & Sohn, az Arnold Jung, a Klöckner–Humboldt–Deutz, a Friedrich Krupp, a Maschinenfabrik Eßlingen, az Orenstein & Koppel és a Windhoff adta be a pályázatát. A DB a beadott pályázatokat három teljesítménycsoportra osztotta fel; a Köf IIIᴵ csoportba a 160 PS (120 kW) és az alatti, a Köf IIIᴵᴵ csoportba a 180–200 PS (130–150 kW), míg a Köf IIIᴵᴵᴵ csoportba a 200 PS feletti névleges motorteljesítményű terveket osztotta. A 160 PS és az alatti csoportba a Kaelble GO 130 s motorját tartotta ideális választásnak, a 180–200 PS teljesítményű csoportba az alacsony ára miatt az MWM RHS 518 S motorját jelölte ki, viszont megjegyezte, hogy megfelelő fordulatszám-korlátozás mellett a Kaelble GO 130 a típusú motorját is meg kell vizsgálni. A 200 PS feletti csoportba  a Kaelble GO 130 a motort javasolta az MWM RHS 518 A-val szembeni kedvezőbb ár és kisebb beépítési méret miatt. Ugyanakkor a Deutz léghűtéses V12-es elrendezésű A 12 L 614 típusú erőforrását is tesztelésre érdemesnek tartotta. A DB a vonóerő vizsgálatok után megállapította, hogy a 160 PS motorteljesítmény csak kismértékű teljesítménynövelést kínál a II. teljesítménycsoportú kismozdonyokhoz képest, ehhez viszonyítva azonban a mozdonyok ára aránytalanul nagy. A DB végül arra jutott, hogy a 180–200 PS névleges motorteljesítmény az ideális középút a teljesítmény–ár terén. A beadott pályázatokban a tengelyek hajtására kardántengelyes, csatlórudas és láncos kialakítást is javasoltak. A láncos kialakítás a legolcsóbb és a karbantartása is a legegyszerűbb. A rudas megoldás a lánchajtáshoz képest mozdonyonként minimum 4000–5000 márka többletköltséggel járt, kevés karbantartás mellett is kopásállóbb, azonban a rúdhajtáshoz belső keretre is szükség volt, ez a motor kiemelését is megnehezítette. A kardántengelyes meghajtás mozdonyonként 10 000 márka többletköltséggel járt. Ugyan mivel a Bundesbahn-Zentralamts München (Szövetségi Vasutak Központi Iroda, München) belsőégésű technológiák osztályánák munkatársai valamint a belsőégésű technológiával működő vasúti járművek műszaki bizottságának (Fachausschusses für Schienenfahrzeuge mit Brennkrafttechnik) tagjai a kardántengelyes hajtás mellett érveltek, ezért a DB megvizsgálta a korábban a V 60 és a V 65 sorozatoknál is alkalmazott rudas, valamint a kardántengelyes meghajtásokat is, azonban költséghatékonysági okok miatt végül a lánchajtás mellett döntött.

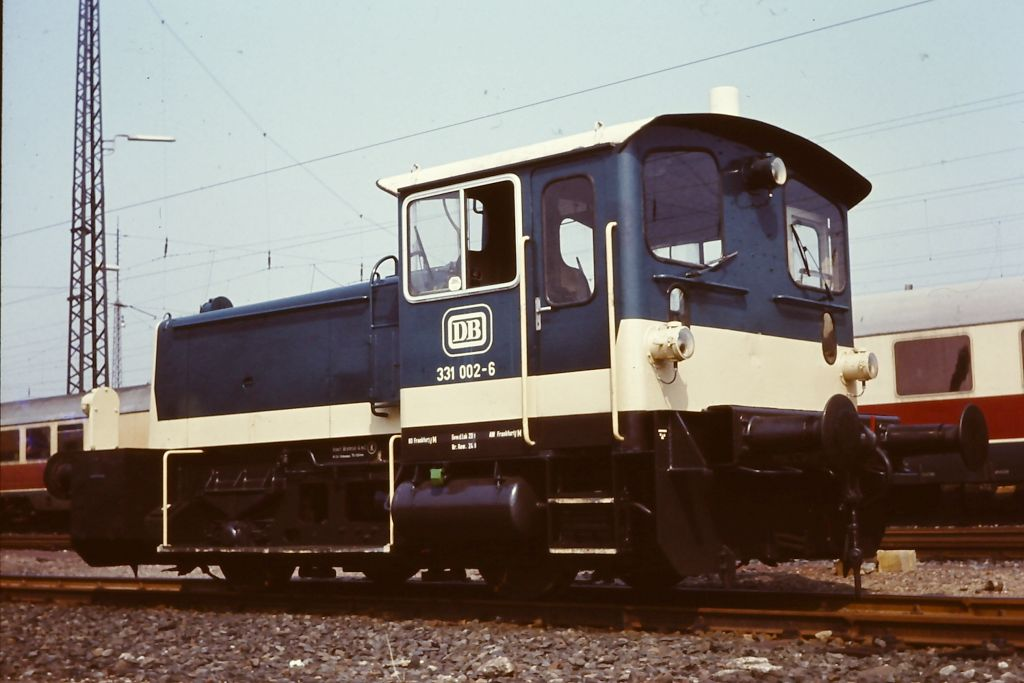
A 331-es sorozat egyik elsőszériás mozdonya Frankfurtban 1983-ban

A DB a tervek véglegesítése után 1957 nyarán három mozdonyra adta le a megrendelését a Gmeindernek, mozdonyonként 67 218 márkás áron. Ezekbe a Motoren Werke Mannheim RHS 518 A típusú, soros nyolcas elrendezésű, 177 kW (240 PS) névleges teljesítményű, előkamrás motorját és a Voith L 33 yUB típusú turbóhajtóművét szereltették. Nem sokkal a megrendelés leadása után a DB további öt példányt rendelt, hogy az újabb mozdonyokban kipróbálhassa a Kaelble GO 135 a típusú, V8 elrendezésű, 170 kW (230 PS) névleges teljesítményű motorját és a Voith L 213 U típusú turbóhajtóművét.
Az 1959. július 24–1960. február 2. között állományba vett nyolc prototípus ideiglenesen a Köf 10 (maximális sebesség: 30 km/h, a javítóműhelyek számára készített változat) és a Köf 11 (maximális sebesség: 45 km/h) besorolást kapta. A „Köf” típusjelölésben a „K” a kismozdony (Kleinlokomotive) kialakításra, az „ö” a dízelmotorra (Öl-Motor), míg az „f” a hidraulikus hajtóműre (Flüssigkeitsgetriebe, „folyadékos hajtómű”) utal – a háború előtt az I. és II. teljesítménycsoportban olyan egzotikus konstrukciók is voltak, mint például elektromos erőátvitelű karburátoros motorok vagy akkumulátoros kismozdonyok, ezek mind más rövidítést kaptak. A III. teljesítménycsoport prototípusai mind más-más hajtóművet és motortípust kaptak, hogy ezek közül a Deutsche Bundesbahn alapos tesztelések után kiválaszthassa a számukra leginkább megfelelő kivitelezést.
A teszteket a lehető leggyorsabb hasznos információszerzés érdekében nem kismozdonykezelők, hanem tapasztalt mozdonyvezetők végezték, akik megállapították, hogy a vezetőfülke magas pozíciója miatt minden irányba jó a kilátás, a kezelőkarok áttekinthetőek és funkcionálisak, míg a mozdony kezelése egyszerű és mindkettő vezetőállásból problémamentesen megoldható. Ezzel szemben kritizálták a fő légtartály feltöltésének sebességét, amely 700 min⁻¹ üresjárati fordulaton 12 percbe telt, így egy 26 méter hosszúságú személykocsi felpumpálása 11 percet vett igénybe. További hátrányként tüntették fel, hogy a Köf III a nagyobb mérete miatt már nem szállítható a korábban rendszeresített kismozdonyszállító kocsikon.
A Köf 11 jelölést kapó mozdonysorozat minden tagjába a Motoren Werke Mannheim RHS 518 A motorját és a Voith L 213 U hidraulikus turbóhajtóművét szerelték. A kerekek meghajtása lánchajtással történik. 1968-ban, amikor a DB áttért a számítógépekkel kompatibilis besorolási rendszerre, a sorozat 317 példánya – köztük az öt prototípus is – a 332-es, míg a Köf 10-es sorozat három lassabb prototípusa a 331-es típusmegjelölést kapta. A DB úgy vélte, hogy a Köf 11-es vonóerő-vesztesége nem annyira számottevő, ezért a Köf 10-esből nem rendelt több példányt és az 1980-as években a három prototípus áttételezését is átalakíttatta a Köf 11-es sorozat mintájára, megemelve a maximális sebességét 45 km/h-ra. 1992-ben a 331 001-es és a 002-es mozdony a 332 601-es és a 602-es pályaszámot kapta.
Próbajelleggel a Köf 11 001, 003, 004, 063 és 211 mozdonyokat más motor- és hajtómű-típusokkal szerelték, majd 1968-ban a 332 701, 801, 702, 901 és 902 pályaszámot kapták.

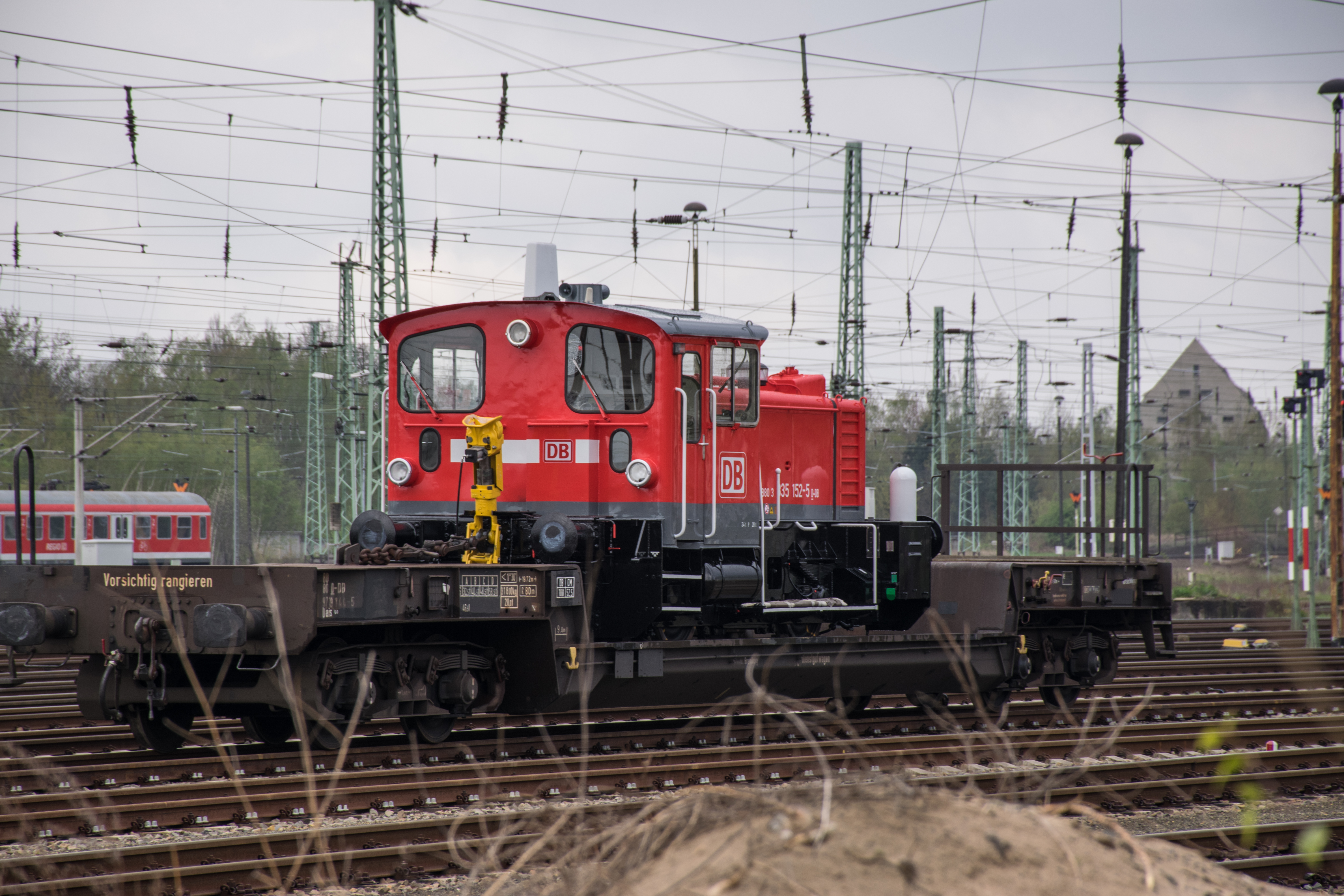
Egy 335-ös egy speciális „Uais 200” kismozdonyszállító vagonon

A Gmeinder 1965-ben a saját kontójára legyártott, majd átadott a DB-nek tesztelésre egy példányt a Köf 11 továbbfejlesztett verziójának szánt mozdonyból, amelyben az erőátvitelt nem láncokkal, hanem kardántengelyekkel és további tengelyfogaskerekeken keresztül hajtották végre, ezt a megoldást kismozdonyok esetében ennél a modellnél alkalmazták először. 1968-ban a DB további 250 járművet rendelt ebből a változatból, ezek kezdetben a Köf 12, majd a 333 besorolást kapták. A DB többek között azért rendelt ebből a típusból, mivel a korábban nagy számban beszerzett Köf 11-eseket a Német Szövetségi Vasutak Központi Irodája (Hauptverwaltung der Deutschen Bundesbahn, HVB) elsősorban könnyű tolatási és munkavonati feladatokra szánta, azonban a kocsiszínek a HVB nemtetszése ellenére nehéz tolatási és vonali szolgálatra is kiosztották azokat. A BZA a Köf 11-esek vonali szolgálatban való alkalmazását szintén azért nem hagyta jóvá, mivel a lánchajtás nem volt megfelelő erre a célra és a mozdonyokat nem az ilyen feladatokhoz szükséges sebességre tervezték. A BZA viszont azt is megállapította, hogy pontosan ezekhez a feladatokhoz szükség lenne a nagyobb teljesítményű kismozdonyokra, amikor a V 60 vagy a V 100 mozdonyok használata gazdaságilag nem kifizetődő. A DB a mozdonyonkénti beszerzési árat 140 000 márkában maximalizálta. A Gmeinder a sorozatgyártás első ütemében készített mozdonyok 80 100 márkás árára 25 000 márkát számolt fel, elsősorban az irányváltó-osztómű és a GM 170 E tengelyhajtómű miatt. Az 1974-ben gyártott 333 102 pályaszámú példánytól megváltozott a mozdonyok külső kialakítása a továbbfejlesztett vízhűtő miatt. A mozdonyszekrény hosszanti felének véglemeze a korábbi modellektől eltérően nem lejt, illetve a négyszögletes szellőzőrács is kerek lett és egy nagy ventilátor került mögé. Ezzel egyidejűleg az ütközők közötti hossz is 8060 milliméterre növekedett. A 333 nyolcadik sorozatától kezdve MWM D601–6 közvetlen befecskendezésű motorral szerelték a mozdonyokat.
A tolatási szolgálat személyzeti költségeinek további csökkentése érdekében a DB 1984-től kísérletezett a mozdonyok rádiós távvezérlésével is. Ennek oka az, hogy korábban a tolatási személyzet kettő tagból állt; a kismozdonykezelőből és a kocsirendezőből (Rangier), utóbbi a vonat elején utazott és rádión utasításokkal látta el a kismozdonykezelőt. A terv az volt, hogy a kismozdonykezelői feladatkört teljesen megszüntetik, helyét az újonnan létrehozott tolatómozdony-vezető (Lokrangierführer) töltötte volna be, aki rádiós távirányítón keresztül irányította volna a mozdonyt, ezzel egyidejűleg betöltve a kismozdonykezelő és a kocsirendező feladatkörét is. A 333 108-as, 114-es és 138-as mozdonyok voltak az elsők, amelyeket ennek megfelelően szereltek fel. 1988-tól kezdődött meg a 333-as osztályú mozdonyok sorozatos átalakítása rádióvezérlésű mozdonyokká, amelyeket a 335-ös sorozatba soroltak át. A 332-es osztályú mozdonyok nem kapták meg a távirányításhoz kapcsolódó átalakításokat, az 1990-es évek közepétől elkezdték kivonni azokat a forgalomból, az utolsó, 332 232 pályaszámú 2002-ben került le a DB állományából.
A 2010-es évek közepén a DB Fahrzeuginstandhaltung cottbusi üzemében több 335-ös sorozatú mozdony kapott korszerű, részecskeszűrővel ellátott Caterpillar CAT C6, majd később CAT C9.3 motort. Ezzel a részecskekibocsátás több mint 90 százalékkal csökkent.
Az 1990-es évektől kezdve a DB-nek egyre kevesebb szüksége volt tolatómozdonyokra, így azóta számos Köf III-as mozdony kihasználatlanul áll. 2019. július 1-jén 42 darab 335-ös sorozatú mozdony állt a DB állományában; ezeket a DB Cargo (41 darab) és a DB Fernverkehr (1 darab) leányvállalatoknál a vasúti pályaudvarok tolatási feladatainak ellátására használták. A forgalomból kivont Köf III-asok közül sokat selejteztek, néhányat azonban eladtak más vasúttársaságoknak. A Mittelweserbahnnak egyidőben több mint egy tucat, a DB-től átvett Köf III-as volt a tulajdonában, míg más társaságok főleg egy-egy gépet vettek át. Németország területén kívülre csak néhány Köf III-ast adtak el, köztük mintegy 20 gépet Olaszországba és három járművet a libériai Bong Townba. A DB Cargo magyarországi leányvállalata a Foktői Növényolajgyár tolatási feladatainak ellátására a DB Schenker Rail Romanián keresztül a német anyavállalattól kapott 333 042–0 pályaszámú mozdonyt használ, 98 55 0209 001–4-es pályaszámon.

## Műszaki jellemzők

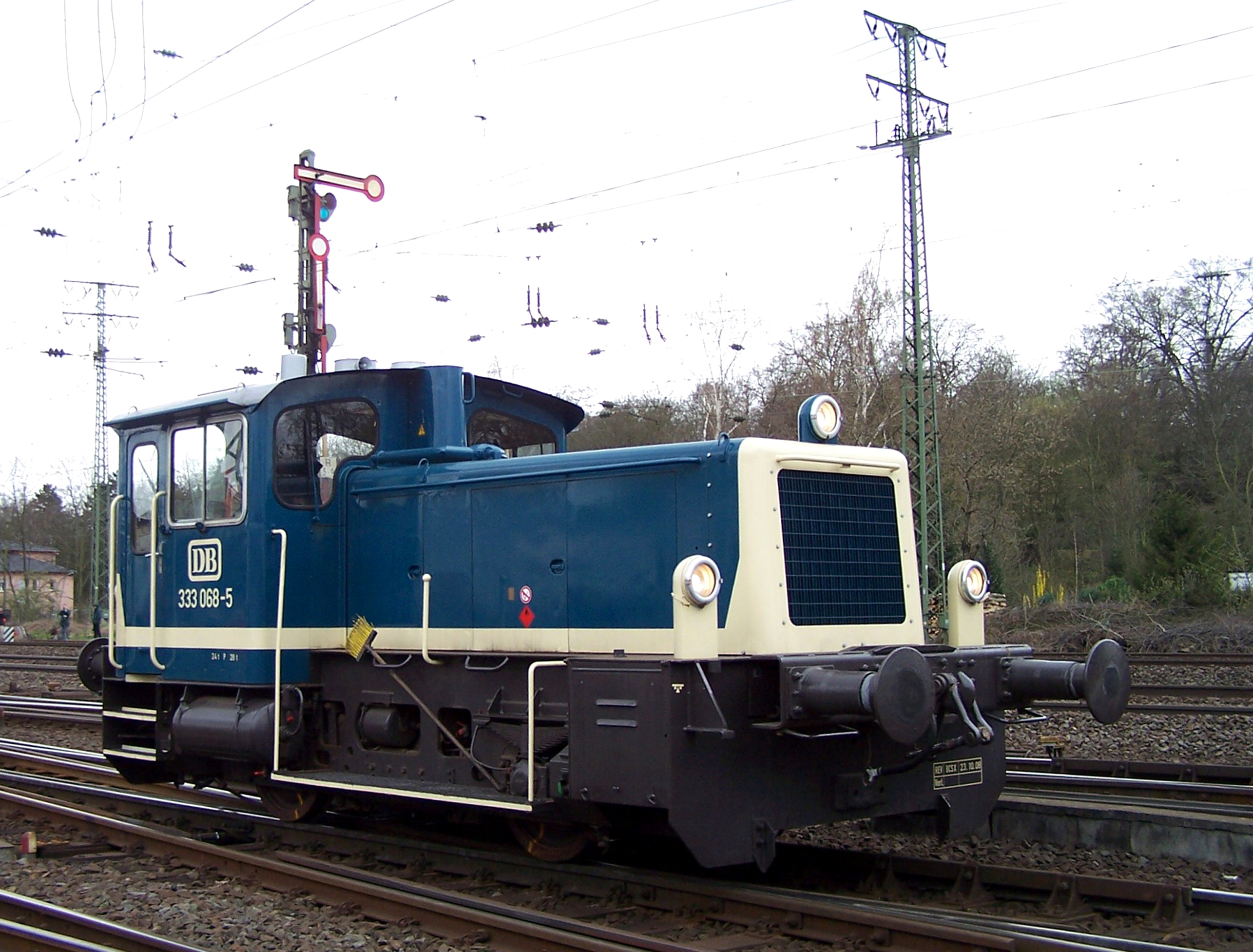
A DB 333 068-asa a DB Museum járműparádéján, Koblenz-Lützelnél

A mozdony járműszerkezete a mozdonykeretből, az annak a hátulsó részén elhelyezkedő vezetőfülkéből, a géptérből és a hajtóműből áll. A keret téglalap alakú, és hegesztett lemezgerenda-elemekből áll. A keret merevségét keresztirányú merevítőlemezek biztosítják. A mellgerendákat a tolatási szolgálatra jellemző terhelések miatt úgy tervezték, hogy azok ütéselnyelőek és viszonylag könnyen cserélhetők legyenek. A korlátokkal biztosított oldalsó járdák lehetővé teszik a géptér ajtajaihoz és ajtószárnyaihoz való hozzáférést, valamint a kocsirendezőnek is helyet biztosít. A kereten kapott helyet a dízelmotor és a hőcserélő rugalmasan rögzített tartókerete, a hűtő, a karimára szerelt irányváltó hajtómű és a légkompresszor rögzítési pontjai. A hőtágulás elnyelésére a hajtómű egyik végére egy csapágyazott tengelyt szereltek.
A vezetőfülke és a géptérburkolat a külső keretre vannak erősítve, és könnyen leszerelhetőek. Ez lehetővé teszi, hogy a mozdonyt pőrekocsira rakodják, és például a javítóműhelybe vigyék, ami saját erőből az alacsony sebessége miatt nemcsak időigényes lenne, hanem még a forgalmat is akadályozná. Az egybefüggő oldalfalak 30 mm, a véglemezek 20 mm, a tetőlemez pedig 10 mm vastag acélból készültek. A vezetőfülke padlózata a sínkoronától mindössze 1000 milliméterre ül, így a felszállást mindössze 2 lépcsőfok segíti. Az abroncsok futókörátmérője új állapotban 950 mm, legkisebb megengedett átmérője 890 mm. A nagy ablakok és az alacsony, keskeny orr-rész minden oldalról jó kilátást biztosítanak. A vezetőfülke belülről 5 mm vastag hangelnyelő bevonattal van befújva. Az ablakok kézi működtetésű ablaktörlőkkel rendelkeznek. A korai gyártmányú Köf III-mozdonyoknál a vezetőfülke szellőztetését kettő kisebb Brose-tetőszellőzőfül, míg az újabbakon kettő nagyobb, négy oldalról nyitható hagyományos, négyzetalakú busztetőszellőző biztosítja. A motor hőntartásáról egy Webasto WI 180, majd a 333 102-es pályaszámú mozdonytól kezdve egy Webasto DBW 2003 típusú előmelegítő gondoskodik, ami a hűtővízkör mellékáramkörbe lett beépítve. Ez biztosítja a vezetőállás és az ablakok fűtését is kettő Bosch gyártmányú fűtőberendezésen keresztül.
A vezetőasztal középen, a vezetőfülke elülső falán található. Mindkét oldalon található egy menetszabályzó kézikerék, valamint egy kar az irányváltáshoz. Ezeken felül a vezetőasztalon a motor leállításához,  valamint a kürt, a homokoló és az elektromos rendszer különböző egységeinek vezérléséhez is vannak gombok és kapcsolók. A motor visszajelző műszerei (tachométer, olajnyomásmérő, munkaóramérő, hűtővízhőmérő) és a Kienzle gyártmányú tachográf egy a vezetőasztalon található konzolon vannak csoportosítva. A Knorr „St 125/1” típusú vezetői fékszelep a vezetőfülke jobboldali fala és a vezetőasztal között található, ezen felül mindkét oldalon egy további, Knorr „Zb” (331, 332) vagy  „Kdi” (333, 335) háromállású pótfékszelep is van. A kézifékkerék a vezetőfülke hátsó falán van.
A dízelmotor, a hűtőrendszer, az olajfürdős légszűrő, a légkompresszor és a hidraulikus hajtóműből és a Gmeinder „KW1/50 750” típusú irányváltó hajtóműből álló karimával összekapcsolt egység a leemelhető géptérburkolat alatt van, a hidraulikus hajtómű részben benyúlik a vezetőállás alá. A géptérburkolat oldalán lévő ajtók könnyű hozzáférést biztosítanak a különböző motorikus alkatrészekhez. A vízhűtő cseréjének megkönnyítése érdekében a géptérburkolat véglemeze külön is eltávolítható. A gépegységet felfelé, a hajtóművet lefelé lehet eltávolítani. A kipufogócső függőlegesen kiemelkedik a vezetőfülke teteje fölé, az elülső válaszfal ablakai között. A két tengely a hajtóműtől szimmetrikusan került elhelyezésre, és kölcsönösen felcserélhetők. A tengelycsonkokban két hengeres görgőscsapágy van.
A sorozat mindegyik tagja a vezetőfülke vezérlőpultja alá szerelt hidraulikus turbóhajtóművel rendelkezik, amely a 332 esetében egy tengelykapcsolóból és egy hidrosztatikus hajtásból, míg a 333 esetében kettő nyomatékváltóból áll. A 331-es és a 332-es sorozatban a tengelyek és a hajtómű kapcsolatáról tengelyenként kettő nagyteljesítményű görgőslánc, míg a 333-as és a 335-ös sorozatokban kardántengelyek gondoskodnak. A mozdonyok folyamatos, közvetett működésű Knorr gyártmányú légfékkel, valamint a mozdonyhoz tartozó további közvetlen pótfékkel és az elülső tengelyre ható csavarorsós kézifékkel rendelkeznek. Mivel a féket tápláló légkompresszor fordulatszáma a motor fordulatszámától függ, az állomásokon gyakran lehetett látni olyan mozdonyokat, melyek álló helyzetben teljes gázzal jártak, hogy gyorsabban „fel tudják pumpálni” a vonatot sűrített levegővel.
Az első nyolc próbamozdony 20,5 tonna szolgálati tömeggel rendelkezett. A sorozatgyártott 332-eseket 1,5 tonna ballasztsúllyal látták el a súrlódási tömeg növelése érdekében, így ezek szolgálati tömege a 22,5 tonnát is eléri. A kardántengelyes Köf III-asok további 1,5 tonnával nehezebbek.
A rádióvezérlésű 335-ösök abban különböznek a 333-asoktól, hogy a vezetőfülke ajtajai mögött további lámpákkal rendelkeznek, amelyek a mozdonyvezető számára jelzik a jármű aktuális üzemállapotát. Ezeken felül a vezetőfülke hátsó falának külső oldalán egy doboz található a távirányításhoz szükséges berendezések számára. A 335-ös az egyetlen olyan Köf III-sorozat, amely „RK 900” típusú automatikus tolatókapcsolóval (Rangierkupplung) rendelkezik, ez egy „karommal” fogja közre a kapcsolt kocsi vonóhorgát. A kapcsolókészülék távvezérelhető és szükség esetén fel is hajtható a hagyományos, csavarkapcsos rendszer használatához.
A csökkenő kihasználtság miatt 2001-ben 24 darab 335-ös mozdonyról távolították el a rádiós távvezérléshez szükséges alkatrészeket. Ezzel a mozdonyok ismét a 333-as típusmegjelölést kapták és ezzel egyidejűleg a pályaszámuk 500-zal növekedett. Példának okáért a 335 025 a 333 525 pályaszámot kapta.
Mivel a német vasútépítési és üzemeltetési szabályok (EBO) nem írják elő, így a többi kismozdony-sorozathoz hasonlóan a Köf III sem rendelkezik a DB más mozdonyainak teljes biztonsági csomagjával. A 333 102 pályaszámtól kezdődően a mozdonyokba pneumatikusan működő, időfüggő menet- és állásfelügyeleti rendszert (FSÜ) telepítettek. A mozdonyok a 333 142-es példánytól egyszerű pontszerű vonatbefolyásoló berendezést (Indusi 60) és Zugfunk vonatrádiót kaptak. A magánvasutak által megvásárolt egyes Köf III-asokat később PZB-vel szerelték fel a jobb használhatóság érdekében. A Northrail egyes Köf III-asaiba 202 kW (271 hp) teljesítményű Scania DC977A típusú motorokat szerelt. A Bielefelder Kreisbahnen a balesetek elkerülése érdekében a Straßenverkehrs-Zulassungs-Ordnungnak (StVZO) megfelelő sárga színű forgóvillogóval szerelte fel a Sudbrackbahnon közúti forgalomban résztvevő Köf III mozdonyait.

## Színváltozatok

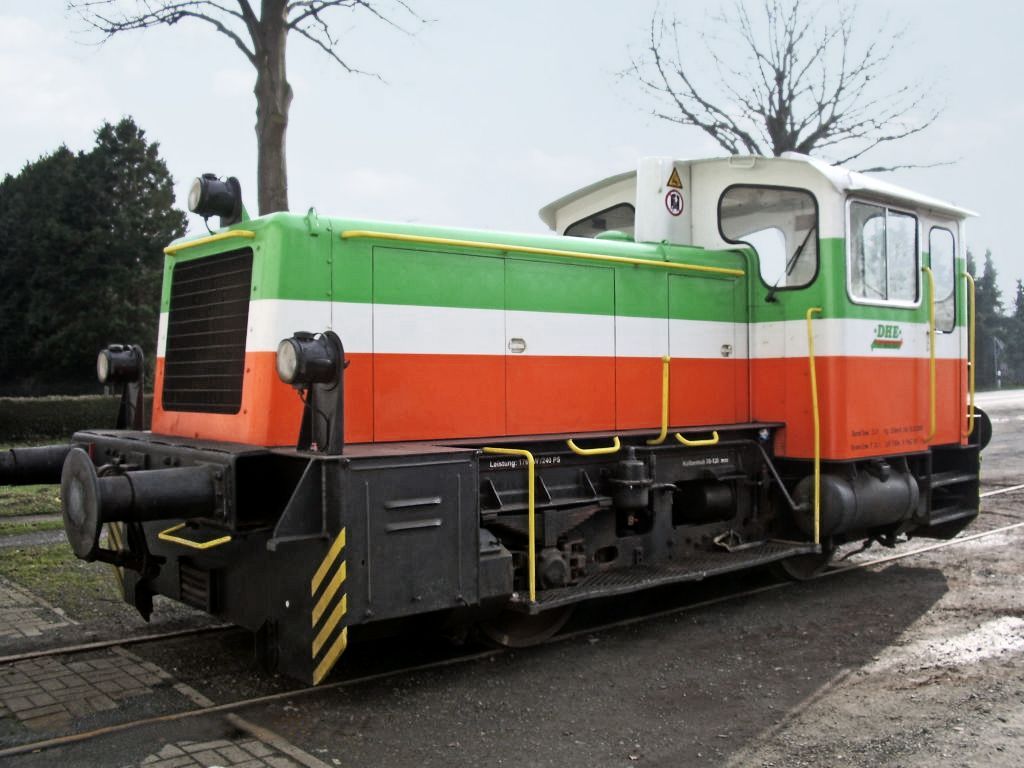
A DHE 332-ese a harpstedti mozdonyszín előtt
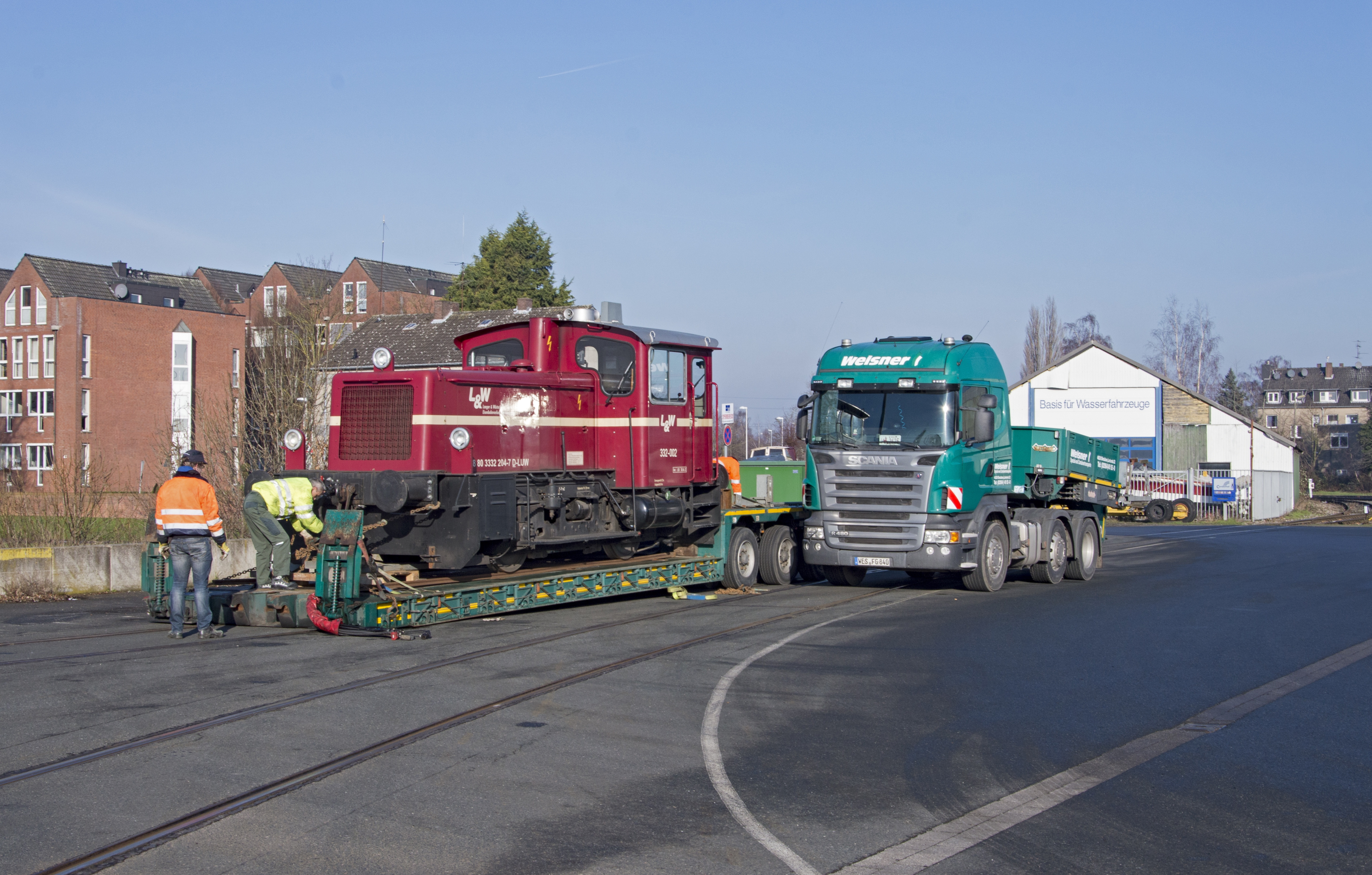
A Laeger & Wöstenhöfer Eisenbahn német magánvasút 332-ese az Emmerich am Rhein-i kikötővágányokon
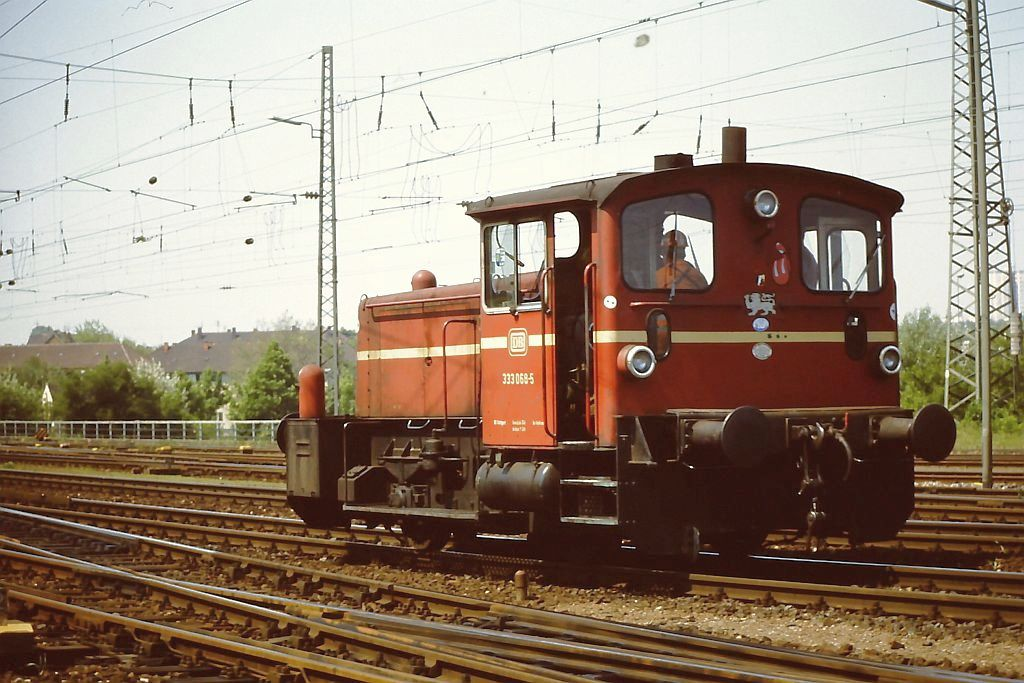
A DB 333 068–5-öse eredeti, bíborvörös színben Heilbronnban
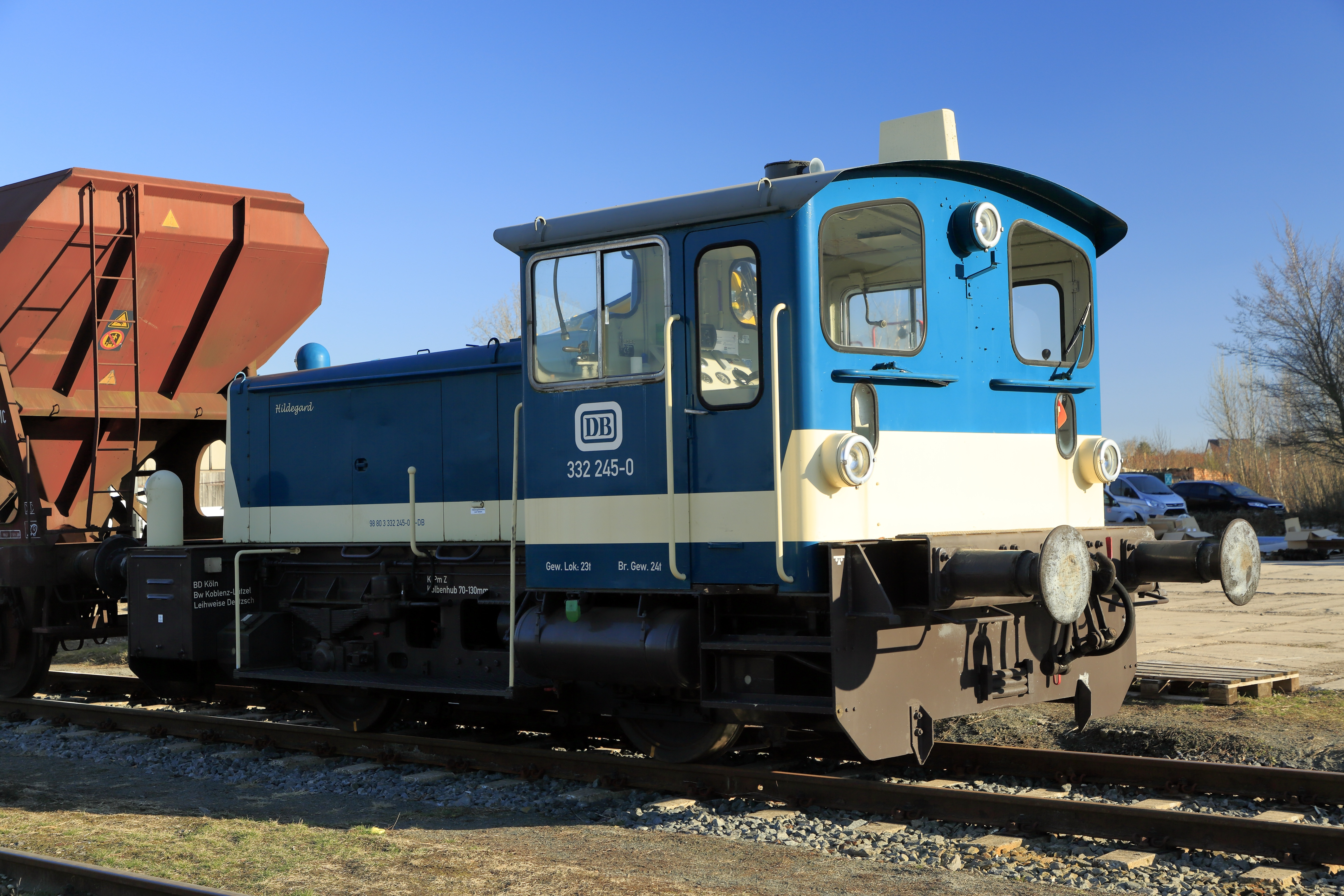
A DB „Hildegard” becenevű 332 245-öse a bíborvörös színt az 1970-es évek közepén leváltó óceánkék–bézs színösszeállításban 2022-ben a delitzschi képzési központban
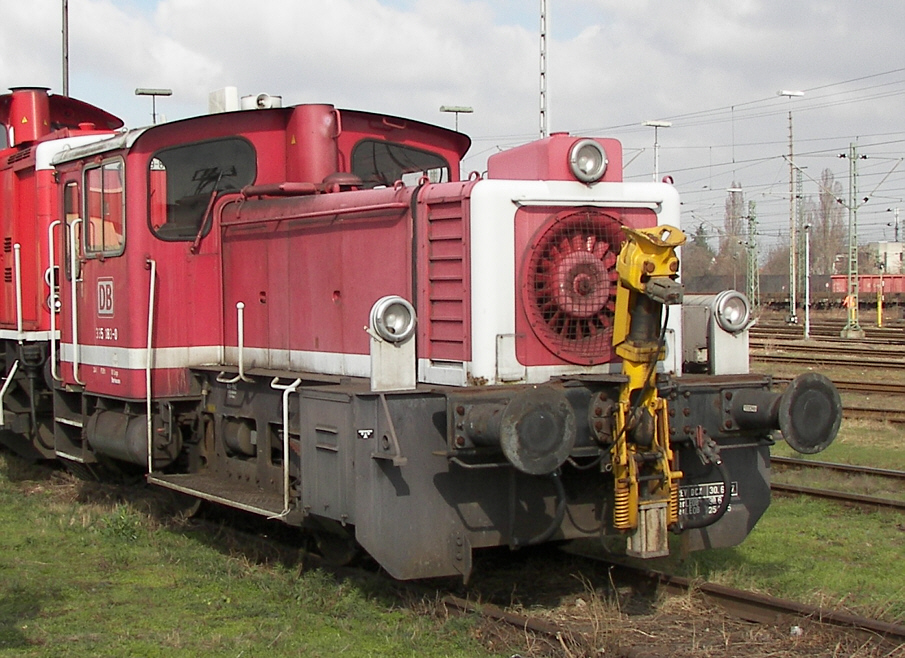
A DB egyik 335-öse az 1980-as évek második felében bevezetett „orientvörös” színben, Mannheimban
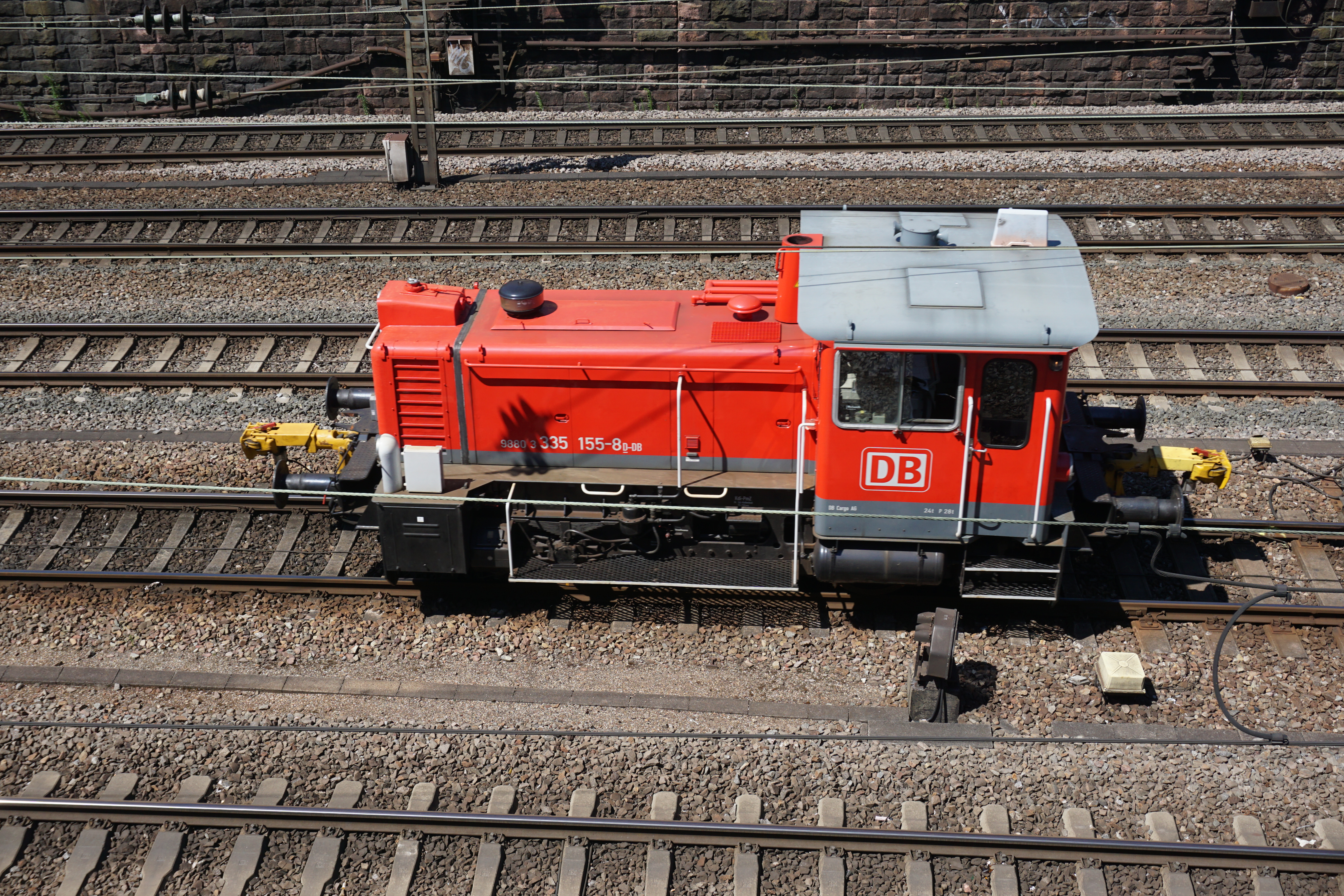
Egy remotorizált 335-ös a DB 1996-ban bevezetett közlekedési piros–világosszürke színösszeállításában, Offenburgnál
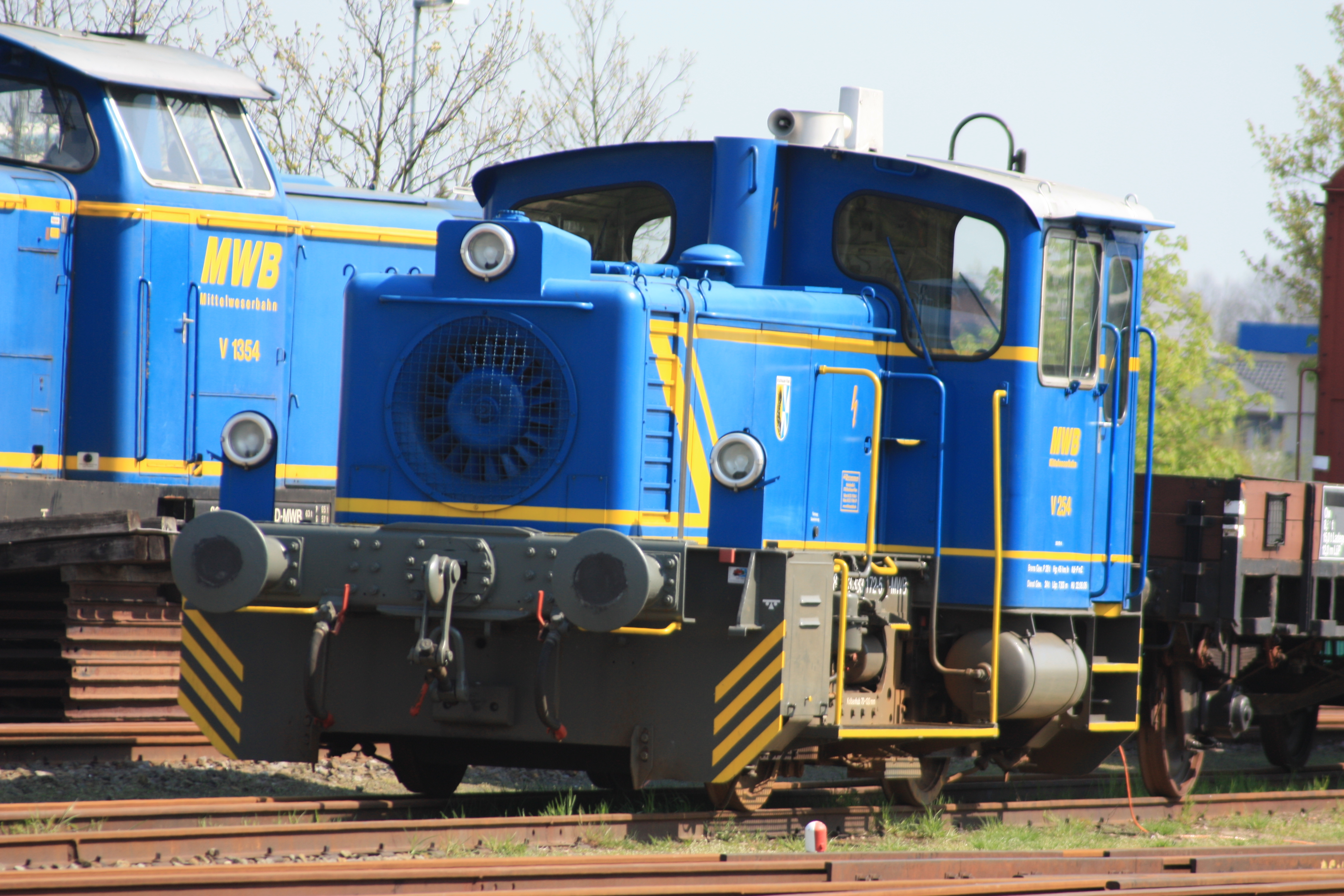
A Mittelweserbahn egyik 333-asa Bruchhausen-Vilsenben
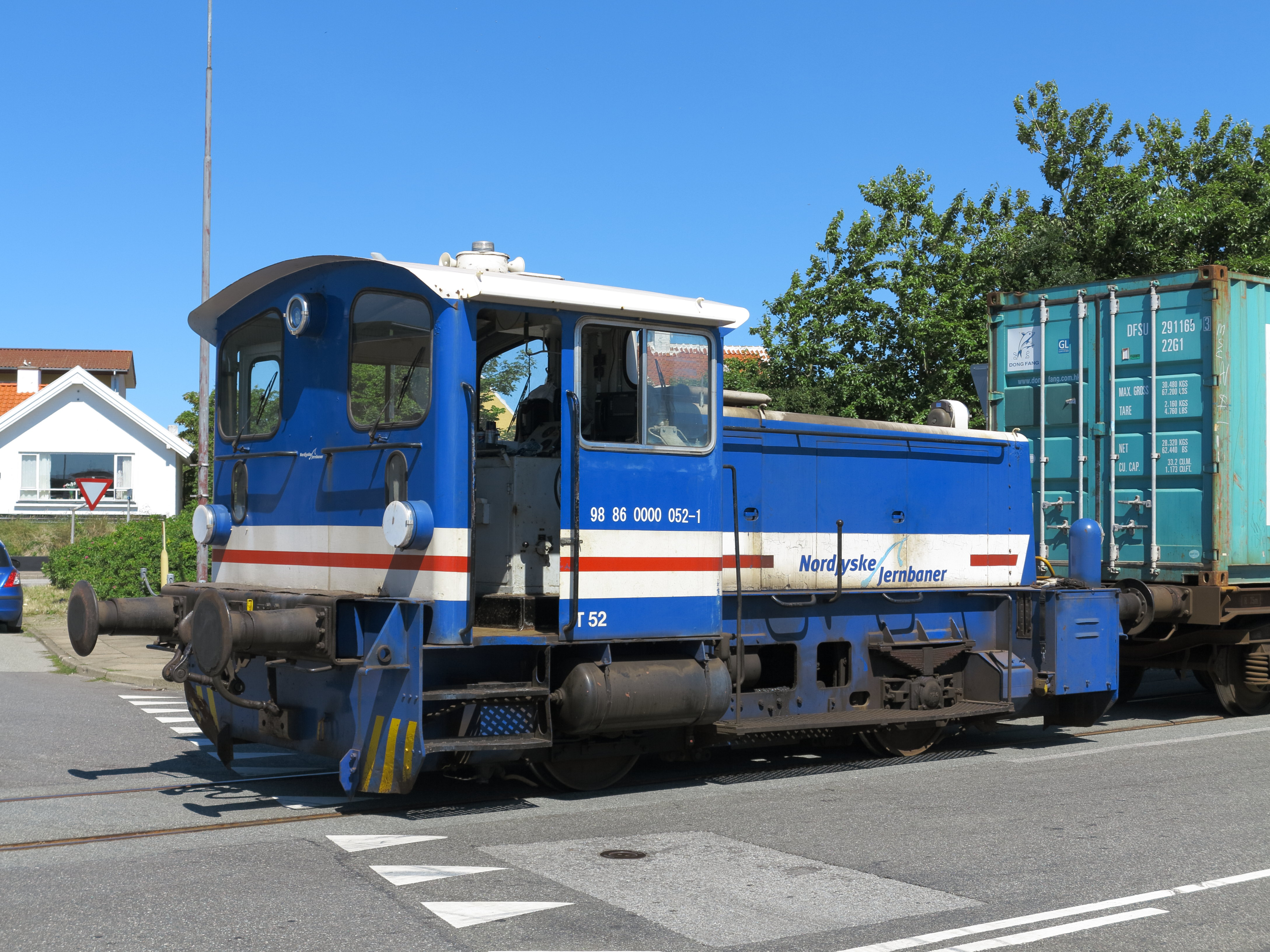
A Nordjyske Jernbaner T52-ese a Skagen Havnebane iparvasúton

## Fordítás
- Ez a szócikk részben vagy egészben  a   DB-Baureihe Köf III című német Wikipédia-szócikk ezen változatának fordításán alapul.  Az eredeti cikk szerkesztőit annak laptörténete sorolja fel. Ez a jelzés csupán a megfogalmazás eredetét és a szerzői jogokat jelzi, nem szolgál a cikkben szereplő információk forrásmegjelöléseként.